# Liste der Untersuchungsausschüsse des Landtags Mecklenburg-Vorpommern
Die Liste der Parlamentarischen Untersuchungsausschüsse des Landtags Mecklenburg-Vorpommern erfasst die Untersuchungsausschüsse, die der Landtag Mecklenburg-Vorpommern seit 1990 eingesetzt hat.
Der Landtag hat das Recht und die Pflicht auf Antrag eines Fünftel seiner Mitglieder gemäß Artikel 34 Absatz 1 Satz 1 Verf. M-V durch Beschluss einen Untersuchungsausschuss einzusetzen.

## 1. Wahlperiode (1990–1994)
1. Parlamentarischer Untersuchungsausschuss „Vertragsabschlüsse Schiffbau und Schifffahrt“ (1991–1992)[2]
2. Parlamentarischer Untersuchungsausschuss zu den Ereignissen um die ZAST (Ausschreitungen in Rostock-Lichtenhagen) (1992–1993)[3]
3. Parlamentarischer Untersuchungsausschuss zur Klärung von Sachverhalten im Zusammenhang mit dem Kauf und dem Betrieb der Deponie Ihlenberg/Schönberg (1993–1994)[4]

## 2. Wahlperiode (1994–1998)
1. Parlamentarischer Untersuchungsausschuss  zur weiteren Klärung von Sachverhalten im Zusammenhang mit dem Kauf und dem Betrieb der Deponie am Ihlenberg (1995–1998, Fortsetzung des entsprechenden Ausschusses der ersten Wahlperiode)[5]
2. Parlamentarischer Untersuchungsausschuss zur Klärung von Tatbeständen im Bereich des Innenministeriums (1995–1998)[6]
3. Parlamentarischer Untersuchungsausschuss zur Klärung von Sachverhalten im Zusammenhang mit der Verschwendung bzw. Veruntreuung von öffentlichen finanziellen Mitteln bei und infolge der Privatisierung von ehemals volkseigenen Betrieben (= sog. Treuhand-Untersuchungsausschuss) (1996–1998)[7]

## 3. Wahlperiode (1998–2002)
1. Parlamentarischer Untersuchungsausschusses zur Klärung von Sachverhalten im Zusammenhang mit der Verschwendung bzw. Veruntreuung von öffentlichen finanziellen Mitteln bei und infolge der Privatisierung von ehemals volkseigenen Betrieben (1998–2002, Fortsetzung des entsprechenden Ausschusses der zweiten Wahlperiode)[8]

## 4. Wahlperiode (2002–2006)
- Parlamentarischer Untersuchungsausschuss zur Klärung von Sachverhalten im Bereich des Justizministeriums (2006)

## 5. Wahlperiode (2006–2011)
- Es wurde kein Untersuchungsausschuss eingesetzt.

## 6. Wahlperiode (2011–2016)
- Parlamentarischer Untersuchungsausschuss zur Klärung von Sachverhalten im Zusammenhang mit der finanziellen Unterstützung der P+S Werften GmbH (2012–2016)

## 7. Wahlperiode (2016–2021)
- 1. Parlamentarischer Untersuchungsausschuss zu Wohlfahrtsverbänden
- 2. Parlamentarischer  Untersuchungsausschusses zur Aufklärung der NSU-Aktivitäten in Mecklenburg-Vorpommern (ab 2018)

## 8. Wahlperiode (seit 2021)
- 1. Parlamentarischer Untersuchungsausschuss zur Aufklärung der NSU-Aktivitäten sowie weiterer militant rechter und rechtsterroristischer Strukturen in Mecklenburg-Vorpommern ("NSU II/Rechtsextremismus") (ab 2022)
- 2. Parlamentarischer Untersuchungsausschuss zur Klärung von Vorgängen vor allem im Bereich des Bildungsministeriums zu Fragen der medizinischen Versorgung, insbesondere im Verantwortungsbereich der Universitätsklinika ("Universitätsmedizin") (ab 2022)
- 3. Parlamentarischer Untersuchungsausschuss zur Klärung von Vorgängen und Entscheidungen rund um die „Stiftung des Landes Mecklenburg-Vorpommern für Klimaschutz und Bewahrung der Natur – Stiftung Klima- und Umweltschutz MV“, insbesondere im Hinblick auf die Fertigstellung der Pipeline Nord Stream 2 ("Klimastiftung") (ab 2022)